# 路易斯波特 (肯塔基州)
路易斯波特（英語：Lewisport），是美国肯塔基州的一座城市。面积约为2.6平方公里（1平方英里）。根据2010年美国人口普查，该市的人口为1,670人。